# Tipulodes ima
Tipulodes ima es una especie de polilla en la subfamilia Arctiinae. Fue descrita por Jean Baptiste Boisduval en 1832. Se encuentra en los estados brasileños de Espírito Santo, Rio Grande do Sul y Río de Janeiro, además de en Guayana Francesa, Paraguay y  Argentina.